# Osmo Pekonen
Osmo Pekonen (Mikkeli, Finlandia, 2 de abril de 1960 - Francia, 12 de octubre de 2022) fue un matemático, historiador y escritor finlandés, doctor en matemáticas y en historia de la ciencia.

## Biografía
Era titular de dos doctorados: uno en matemáticas y otro en historia de la ciencia.
Personalidad polivalente, se implicaba mucho en los intercambios culturales y científicos franco-finlandeses. En los años 1980 fue becario del Gobierno francés y pasante en la École polytechnique. Fue,  igualmente, investigador visitante del Instituto Henri-Poincaré, de la Universidad París VII y de la Universidad de Nancy 2. 
Fue autor de numerosos libros, sobre todo en finés; citemos una traducción en verso de la epopeya anglosajona Beowulf redactada junto con Phil.D. Clive Tolley de la Universidad de Oxford. Como historiador de la ciencia, trabajó sobre el siglo XVIII, sobre todo sobre la expedición de Pierre Louis Maupertuis en Laponia en 1736-1737 para medir la forma de la Tierra.

## Miembro de sociedades científicas
Osmo Pekonen fue miembro de numerosas sociedades científicas finlandesas, entre ellas la Sociedad de Literatura Finnoise. En Francia, fue miembro correspondiente de cuatro academias: Académie des sciences, arts et belles-lettres, de Caen; Académie des sciences, belles-lettres et arts de Besançon y de Franche-Comté, Académie d'Orléans et Académie européenne des sciences, des arts et des lettres. 

## Premios y recompensas
Recibió el Premio Chaix de Est Ange 2012 de la Academia de ciencias morales y políticas francesa.

## Libros
Los libros escritos o traducidos por Osmo Pekonen son:

### Libros escritos en francés
- (fr) Osmo Pekonen, La Rencontre des religions autour du voyage de l'abbé Réginald Outhier en Suède en 1736-1737, Rovaniemi, Finlande, Lapland University Press,‎ 2010, 363 p. (ISBN 978-952-484-390-4)
- (fr) Osmo Pekonen & Anouchka Vasak, Maupertuis en Laponie, Paris, Hermann,‎ 2014, 236 p. (ISBN 9782705688677)

### Tesis
- (en) Contributions to and a survey on moduli spaces of differential geometric structures with applications in physics, Universität Jyväskylä, Mathematisches Institut,‎ 1988
- (fr) La rencontre des religions autour du voyage de l'abbé Réginald Outhier en Suède en 1736-1737, Lapland University Press,‎ 2010 (ISBN 978-952-484-390-4)

### Libros científicos
- (en) Osmo Pekonen & Jouko Mickelsson (ed.), Topological and Geometrical Methods in Field Theory, Proceedings, World Scientific, 1992 (ISBN 981-02-0961-4)
- (fi) Osmo Pekonen (ed.), Symbolien metsässä: Matemaattisia esseitä, Arte House, 1992 (ISBN 951-884-103-9)
- (fi) Ranskan tiede: Kuuluisia kouluja ja instituutioita, Arte House, 1995 (ISBN 951-884-181-0)
- (fi) Marian maa. Lasse Heikkilän elämä 1925–1961, SKS, 2002 (ISBN 951-746-337-5)
- (fi) Osmo Pekonen & Lea Pulkkinen, Sosiaalinen pääoma ja tieto- ja viestintätekniikan kehitys, Eduskunta, tulevaisuusvaliokunta,‎ 2002 (ISBN 951-53-2426-2)
- (fi) Osmo Pekonen (ed.), Suomalaisen modernin lyriikan synty. Juhlakirja 75-vuotiaalle Lassi Nummelle, Snellman-instituutti, 2005 (ISBN 951-842-279-6)
- (fi) Jorma Julkunen, Jutta Julkunen & Osmo Pekonen (eds.), Porrassalmi. Etelä-Savon kulttuurin vuosikirja (diez volúmenes, I-X), Savon Sotilasperinneyhdistys Porrassalmi ry, 2008-2017
- (fi) Osmo Pekonen & Johan Stén (ed.), Lapin tuhat tarinaa. Anto Leikolan juhlakirja, Mäntykustannus, 2012 (ISBN 978-952-5712-72-8)
- (fi) Salaperäinen Venus, Mäntykustannus, 2012 (ISBN 978-952-5712-60-5)
- (fi) Osmo Pekonen, Anouchka vasak, Maupertuis en Laponie, Hermann, 2014 (ISBN 9782705688677)
- (fi) Osmo Pekonen, Johan Stén (ed.), Markkasen galaksit: Tapio Markkanen in memoriam, Ursa, 2019 (ISBN 9789525985689)
- (fi) Osmo Pekonen, Johan Stén, Valon aika, Art House, 2019 (ISBN 9789518847000)
- (fi) Osmo Pekonen, Marja Itkonen-Kaila, Maan muoto, Väylä, 2019 (ISBN 9789527168929)
- (fi) Osmo Pekonen, Pohjan Tornio. Matkamiesten ääniä vuosisatain varrelta, Väylä, 2022 (ISBN 9789527375938)

### Ensayos
- (fi) Danse macabre: Eurooppalaisen matkakirja, Atena, 1994 (ISBN 951-9362-84-3)
- (fi) Tuhat vuotta, WSOY, 1998 (ISBN 951-0-23245-9)
- (fi) Minä ja Dolly: Kolumneja, esseitä, runoja, Atena, 1999 (ISBN 951-796-190-1)
- (fi) Oodi ilolle: Matkoja, maita, kaupunkeja, Enostone, 2010 (ISBN 978-951-9036-87-8)
- (fi) Joka paikan akateemikko, Enostone, 2012 (ISBN 978-952-5960-11-2)

### Edición de selecciones de ensayos
- (fi) Elämän puu, WSOY, 1997 (ISBN 951-0-21776-X)
- (fi) Elämän värit, Kopijyvä, 2003 (ISBN 952-5478-11-4)
- (fi) Elämän vuodenajat, Minerva, 2005 (ISBN 952-5591-29-8)

### Edición de selecciones de poesías
- (fi) Lasse Heikkilä: Balladi Ihantalasta. Runoja kesästä 1944, Minerva,‎ 2007 (ISBN 978-952-492-018-6)
- (fi) Chartres’n tie: Charles Péguy’n runoja, Minerva,‎ 2003 (ISBN 952-5478-26-2)

### Diarios íntimos
- (fi) Saint-Malosta Sääksmäelle. Päiväkirjastani 2014-2015, Enostone,‎ 2015 (ISBN 978-952-5960-39-6)
- (fi) Minäkin Arkadiassa. Päiväkirjastani 2016-2017, Enostone,‎ 2017 (ISBN 978-952-5960-54-9)
- (fi) Unikukkia, ulpukoita. Päiväkirjastani 2018-201'9, Väylä, 2019 (ISBN 978-952-7168-54-7)

### Traducciones al finés de libros científicos
- (fi) Lumetodellisuus [« Le virtuel: Vertus et vertiges, 1993 »]  (trad. Osmo Pekonen), Art House,‎ 1995 (ISBN 951-884-173-X)
- (fi) Solmut: Erään matemaattisen teorian synty [« Nœuds: Genèse d’une théorie mathématique, 1999 »]  (trad. Osmo Pekonen), Art House,‎ 2002 (ISBN 951-884-347-3)
- (fi) Latina ja Eurooppa [« Europa och latinet, 1993. »]  (trad. Osmo Pekonen), Atena,‎ 1997 (ISBN 951-796-075-1)
- (fi) Visconti, Proustin lukija [« Visconti, lecteur de Proust, 2004 »]  (trad. Osmo Pekonen), Minerva,‎ 2006 (ISBN 952-5591-39-5)
- (fi) Maupertuis, maapallon muodon mittaaja [« The man who flattened the Earth. Maupertuis and the sciences in the Enlightenment, 2002 »]  (trad. Osmo Pekonen), Väylä,‎ 2015 (ISBN 978-952-5823-97-4)
- (fi) Salonkien aika [« Les salons littéraires et la société française 1610-1789, 1943 »]  (trad. Osmo Pekonen & Juhani Sarkava), Art House,‎ 2018 (ISBN 978-951-884-642-3)
- (fi) Lento kuuhun [« The Man in the Moone, 1638 »]  (trad. Osmo Pekonen), Basam Books,‎ 2021 (ISBN 978-952-3790-22-3)

### Traducciones al finés de poesías
- (fi) Beowulf  (trad. Osmo Pekonen, Clive Tolley), WSOY,‎ 1999. 2ème éd.: wsoy 2007 (ISBN 951-0-22432-4)
- (fi) Widsith. Anglosaksinen muinaisruno  (trad. Osmo Pekonen, Clive Tolley), Minerva,‎ 2004 (ISBN 952-5478-66-1)
- (fi) Waldere. Anglosaksinen muinaisruno  (trad. Jonathan Himes, Osmo Pekonen, Clive Tolley), Minerva,‎ 2005 (ISBN 952-5591-07-7)
- (fi) Gustav Philip Creutz: Atis ja Camilla, Faros,‎ 2019 (ISBN 9789525710854)